# Mario Party Advance
Mario Party Advance (マリオパーティ アドバンス, Mario Pāti Adobansu) est un party game comprenant 50 mini-jeux pour la Game Boy Advance créé par Nintendo, sorti le 13 janvier 2005 au Japon.

## Système de jeu
Le jeu propose quatre personnages jouables : Mario, Luigi, Peach et Yoshi.
Champiville est le mode le plus ressemblant aux plates-formes de la série Mario Party. À l'exception qu'il n'y a qu'un plateau disponible, et qu'il ne peut se jouer en multi-joueurs.
Chacun de ces personnages a son point de départ qui lui est propre, ainsi que quelques missions faisables seulement avec un ou plusieurs des personnages. Le but est que le joueur aille d'une place à une autre pour débloquer des gadgets et des mini-jeux. Il y a 50 endroits à visiter qui leur permettent de faire des quêtes. Chacune d'elles vous engage dans un mini-jeu, une enquête, une série de questions, ou encore dans un mini-mini-jeu dans lequel sera pour but de copier ce que le professeur de danse fait. Une fois que vous avez réussi ce qui a été demandé, vous avez 1 ou 2 gadgets en récompense. Après avoir fait un nombre de mission, un tunnel se débouchera pour aller affronter Bowser.
Pour se déplacer, comme dans ses prédécesseurs, un dé est lancé et un chiffre est choisi au hasard entre 1 et 10. Au début d'une partie de shroomcity, vous aurez 5 champignons. Ces champignons sont le nombre de coups de dé qu'il vous reste avant d'avoir perdu. Une fois la partie perdue, les gadgets gagnés et les mini-jeux sont sauvegardés. Une liste des mini-jeux & Gadgets est affichée pendant le Game Over.
Il existe 50 mini-jeux et 60 gadgets (appelés Katatrucs). Les gadgets sont des petits « jouets » qui n'ont pas vraiment de but en tant que tel, mais qui amusent. Voici quelques exemples de gadgets : faire des gâteaux, comptez les moutons, changez l'écran-titre. Certains gadgets sont à vendre dans le mode Challenge Land. Certains gadgets peuvent se jouer à plusieurs sur une seule GBA, chaque joueur ayant son bouton. (ainsi, si le joueur 1 a le contrôleur, le joueur 2 les boutons AB, le joueur 3, le bouton L, etc.)